# Acropora palmata
Espèce
Synonymes
- Acropora alces Dana, 1846[1]
- Acropora flabellum Lamarck, 1816[1]
- Isopora muricata palmata Lamarck, 1816[1]
- Madrepora alces Dana, 1846[1]
- Madrepora cornuta Duchassaing & Michelotti, 1860[1]
- Madrepora flabellum Lamarck, 1816[1]
- Madrepora palmata Lamarck, 1816[1]
- Madrepora perampla Horn, 1861[1]
- Madrepora (Eumadrepora) muricata palmata Lamarck, 1816[1]
- Madrepora thomassiana Duchassaing & Michelotti, 1860[1]

Statut de conservation UICN

 CR A2ace : 
En danger critique
Statut CITES

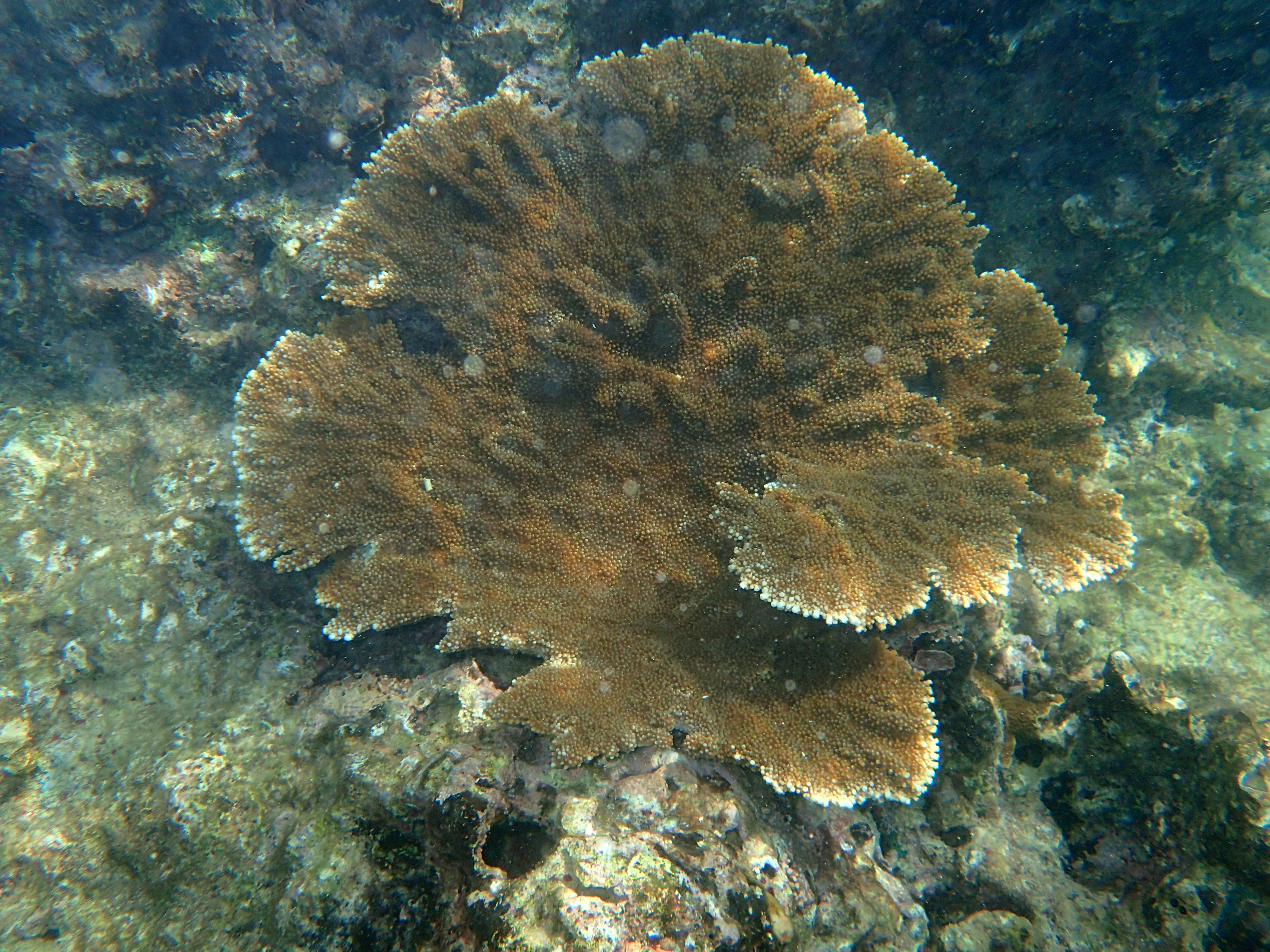
Jeune

Le corail corne d’élan (Acropora palmata) est un des principaux coraux formant les récifs de coraux des Caraïbes.

## Description
Le corail corne d’élan a une structure complexe avec de nombreuses grandes branches qui forment un habitat privilégié pour divers habitants des récifs comme les homards, les poissons perroquets. Les colonies de corail à cornes d’élan croissent très vite (5 à 10 cm par an) et peuvent atteindre un diamètre de 3,50 mètres. Sa couleur varie du marron au brun-jaunâtre. Elle résulte d’une symbiose avec une zooxanthelle qui vit à l’intérieur des tissus de ce corail. Cette algue réalise la photosynthèse et fournit le corail en nutriments.

## Écologie et comportement

### Alimentation
Acropora palmata dépend des composés organiques produit par les zooxanthelles symbiotes. Il consomme également des proies telles que du zooplancton et des petits poissons, qu'il capture avec ses tentacules.

### Reproduction
Historiquement, la majorité de la reproduction du corail à cornes d’élans est asexuée, et a lieu lorsqu’une branche du corail se rompt et va s’implanter dans un autre substrat, créant une nouvelle colonie (fragmentation). On considère généralement que 50 % des colonies ont pour origine la fragmentation, bien que ce chiffre varie localement à travers les Caraïbes. La reproduction sexuée se déroule une fois par an en août ou septembre quand les colonies de corail relâchent des millions de gamètes dans l’eau.

## Habitat et répartition
Cette espèce est présente dans les Caraïbes, le golfe du Mexique, la Floride et les Bahamas. Elle s'étend au sud jusqu'au Venezuela.

## L'espèce et l'homme

### Statut de l'espèce
Acropora palmata fait partie des espèces protégées du Endangered Species Act depuis le 4 mai 2006,. En décembre 2012, le NOAA's National Marine Fisheries Service propose de reclasser l'espèce en tant qu'espèce menacée,.